# Van Morrison
George Ivan "Van" Morrison, OBE (sinh ngày 31 tháng 8 năm 1945), là ca sĩ, nhạc sĩ người Bắc Ireland. Những buổi trình diễn xuất sắc nhất của ông được miêu tả pha lẫn huyền học lẫn siêu nghiệm, trong khi những sản phẩm phòng thu của ông, như những album Astral Weeks và Moondance, hay album trực tiếp It's Too Late to Stop Now đều được đánh giá rất cao.
Được người hâm mộ gọi trừu mến với biệt danh "Van the Man", Morrison bắt đầu sự nghiệp âm nhạc từ thuở niên thiếu vào cuối thập niên 1950 khi trình diễn rất nhiều nhạc cụ khác nhau như guitar, harmonica, keyboard và saxophone trong nhiều ban nhạc Ireland khác nhau để hát lại những bản hit nổi tiếng nhất thời gian đó. Ông bắt đầu được biết đến khi thành công từ giữa thập niên 1960 trong vai trò hát chính của ban nhạc Them với ca khúc nổi tiếng "Gloria". Sự nghiệp solo của ông bắt đầu với sự dìu dắt từ Bert Berns qua những bản hit nhạc pop đương thời, đặc biệt với việc cho phát hành ca khúc "Brown Eyed Girl" vào năm 1967. Sau cái chết của Berns, hãng Warner Bros. Records liền mua lại hợp đồng với ông và cho ông thu âm album Astral Weeks vào năm 1968. Cho dù album được giới chuyên môn đánh giá cao, doanh thu của nó lại vô cùng khiêm tốn; tuy nhiên album tiếp theo Moondance đã đưa Morrison trở thành một tên tuổi lớn, và suốt thập niên 1970 ông đã thành công trong việc gây dựng hình ảnh của mình với hàng loạt album và những buổi trình diễn ấn tượng. Morrison vẫn đều đặn thu âm và đi tour, thực hiện album cũng như trình diễn trực tiếp với doanh thu lớn cũng như hầu hết được đánh giá tốt, ngoài ra đôi lúc còn cộng tác với những nghệ sĩ khác như Georgie Fame và The Chieftains. Năm 2008, ông lần đầu tiên trình diễn trực tiếp lại album Astral Weeks kể từ năm 1968.
Âm nhạc của Morrison hòa trộn nhạc soul với R&B, điển hình trong những đĩa đơn nổi tiếng như "Brown Eyed Girl", "Jackie Wilson Said (I'm in Heaven When You Smile)", "Domino" và "Wild Night". Sự kết hợp giữa độ dài, tính liên kết, tính âm nhạc trong tâm hồn cho thấy những cảm hứng từ âm nhạc Celtic truyền thống, jazz, cách kể chuyện theo dòng ý thức như trong những album Astral Weeks hay Veedon Fleece và Common One. 2 định hướng rõ ràng trên đôi khi được giới chuyên môn gọi là "Celtic Soul".
Morrison từng giành được 6 giải Grammy, giải Cống hiến tại BRIT Award, ngoài ra còn được xứng danh tại Đại sảnh Danh vọng Rock and Roll và Đại sảnh Danh vọng nhạc sĩ.

## Danh sách đĩa nhạc
- Blowin' Your Mind! (1967)
- Astral Weeks (1968)
- Moondance (1970)
- His Band and the Street Choir (1970)
- Tupelo Honey (1971)
- Saint Dominic's Preview (1972)
- Hard Nose the Highway (1973)
- Veedon Fleece (1974)
- A Period of Transition (1977)
- Wavelength (1978)
- Into the Music (1979)
- Common One (1980)
- Beautiful Vision (1982)
- Inarticulate Speech of the Heart (1983)
- A Sense of Wonder (1985)
- No Guru, No Method, No Teacher (1986)
- Poetic Champions Compose (1987)
- Irish Heartbeat (1988)
- Avalon Sunset (1989)
- Enlightenment (1990)
- Hymns to the Silence (1991)
- Too Long in Exile (1993)
- Days Like This (1995)
- How Long Has This Been Going On (1996)
- Tell Me Something: The Songs of Mose Allison (1996)
- The Healing Game (1997)
- Back on Top (1999)
- You Win Again (2000)
- Down the Road (2002)
- What's Wrong with This Picture? (2003)
- Magic Time (2005)
- Pay the Devil (2006)
- Keep It Simple (2008)
- Born to Sing: No Plan B (2012)